# Ampakabastraea
Ampakabastraea is een geslacht van uitgestorven rifkoralen, dat leefde tijdens het Jura.

## Beschrijving
Dit koraal was een kolonievormend organisme. De vorm van deze kolonie was meestal vlak tot laagkoepelvormig. De septa (dunne scheidingswanden in het kalkskelet of -schaal) hadden een fijngeribde zijkant, terwijl de bovenkant bezet was met scherpe tandjes. Veel septa liepen door van de ene in de andere theca (het buisachtige kalkskelet van een individu). Naastliggende septa waren verbonden door zeer veel dissepimenten (steunplaatjes ter versteviging van de skeletbouw), vaak ook door dwarsstaafjes. De individuen stonden zeer kort opeen. De teerwandige calices waren zeer ondiep. Dit geslacht kwam voor in ondiep, warm water. De normale calyxdiameter bedroeg ongeveer zeven millimeter.